# آب‌سنگ حلقوی رونگریک
آب‌سنگ حلقوی رونگریک (به لاتین: Rongerik Atoll) یک آب‌سنگ حلقوی در جزایر مارشال است که در زنجیره رالیک واقع شده‌است. آب‌سنگ حلقوی رونگریک ۱٫۶۸ کیلومتر مربع مساحت و و خالی از سکنه است و ۳ متر بالاتر از سطح دریا واقع شده‌است.